# NGC 3268
إن جي سي 3268 (بالإنجليزية: NGC 3268)‏ التي يرمز لها بالرمز NGC 3268، هي مجرة، في كوكبة مفرغة الهواء.

## الاكتشاف
اكتشفت في 18 أبريل 1835، بواسطة جون هيرشل.